# Union sportive monastirienne
L'Union sportive monastirienne (arabe : الاتحاد الرياضي المنستيري) ou USM est un club omnisports tunisien fondé en 1923 sous le nom de Ruspina Sports et comprenant notamment des sections de football et de basket-ball. Il est basé à Monastir.

## Présidents
Le premier président du club est le Français Joseph Kalfati, suivi de quatre autres Français : Peteche, Georges Rambi, Renaud et Fenech, alors que le premier président tunisien est Mohamed Salah Sayadi qui prend la tête du club en 1929. Un autre président 
tunisien, Salem B'chir, accède à la présidence en 1953. On lui doit d'avoir instauré une discipline sportive et d'avoir mis fin au laxisme de certains joueurs.
- 1955-1956 : Béchir Charnine
- 1956-1962 : Mohamed Salah Chedly
- 1962-1963 : Mahmoud Chaouche
- 1963-1980 : Allala Laouiti[3]
- 1980-1981 : Mohamed El May
- 1981-1982 : Abdelwahab Abdallah
- 1982-1983 : Hédi Benzarti
- 1983-1985 : Moncef Skhiri
- 1985-1988 : Naceur Ktari
- 1988-1990 : Hédi Benzarti
- 1990-1992 : Slaheddine Ferchiou
- 1992-1993 : Naceur Ktari
- 1993-1994 : Abdelkader Aguir
- 1994-1995 : Mohamed El May puis Naceur Skandrani
- 1995-1996 : Habib Allègue
- 1996-1999 : Zouhair Chaouche
- 1999-2002 : Ali Benzarti
- 2002-2006 : Zouhair Chaouche
- 2006-2008 : Néji Stambouli
- 2008-2009 : Frej Meddeb
- 2009-2010 : Zouhair Chaouche puis Riadh Bhouri
- 2010-2011 : Hédi Benzarti
- 2011-2014 : Ahmed Belli[4]
- 2014-2015 : Salem Harzallah puis Ali Mzali
- 2015-2016 : Hamed Zenati
- depuis 2016 : Ahmed Belli[5]

## Sources
- Mokhtar B'chir, « Union sportive monastirienne, à travers les âges ! », Le Renouveau,‎ 23 mai 2009, p. 17.
- Mokhtar B'chir, « Un parcours de 86 ans : de Ruspina à l'Union », Essahafa,‎ 17 mai 2009, p. 13.